# U4 (club)
Pour les articles homonymes, voir U4.
L’U4 est une discothèque de Vienne en Autriche.

## Histoire
Le nom fait référence à l'objectif initial du bâtiment, une station de métro. La construction de la station de la ligne U4 Meidling Hauptstraße est d'abord annulée pour des raisons statiques puis redémarre à quelques mètres de là.
Depuis son ouverture le 8 mai 1980, l'U4 est un lieu de la culture underground. Musicalement, au début, l'accent est principalement mis sur la nouvelle scène de la new wave, plus tard, des musiques différentes commencent à s'établir certains jours de la semaine. Le premier clubbing en Autriche commence le lundi en 1984 avec le Flamingo. En 1989, le club gay Heaven Gay Night commence le jeudi au U4, qui est toujours l'un des événements house les plus renommés de Vienne et organise le Rosenball le même soir chaque année comme alternative au Bal de l'opéra de Vienne.
Au début, les politiciens conservateurs considèrent le pub comme un danger pour les jeunes et la concession de dancing est révoquée pendant quatre mois. La tradition des spectacles vivants naît de cette brève interdiction. De nombreux musiciens apparaissent au début de leur carrière à l'U4 ou font des apparitions au Meidlinger Keller, alors même qu'ils sont au sommet de leur carrière mondiale. En plus des concerts réguliers, il y a aussi des concerts de clubs et secrets de groupes internationaux délibérément organisés à petite échelle, par exemple en 1987, Prince donne un concert inopiné après avoir joué au Wiener Stadthalle. De nombreux artistes internationaux sont également venus au U4 en tant qu'invités, notamment Marilyn Manson, Jean-Paul Gaultier, Kurt Cobain, Grace Jones, Divine, Rammstein, Die Ärzte ou Die Toten Hosen. Le chanteur autrichien Falco est un invité régulier au U4 dans les années 1980, et une soirée commémorative Falco est organisée en son honneur chaque février. En 1989, l'U4 est presque complètement incendié et lors de la rénovation, la superficie de la scène utilisée pour les concerts est réduite au profit de la piste de danse.
Début 2005, il y a un changement dans la société d'exploitation, peu de temps après que Conny de Beauclair (de), qui travaillait comme portier depuis l'ouverture en 1980 et devenu ainsi une icône de la scène, quitte l'U4. Le 27 septembre 2005, le club est fermé de manière inattendue afin de prévenir une interdiction officielle en raison d'une violation des règles de protection contre les incendies. Les événements sont déplacés par les organisateurs respectifs vers d'autres lieux à Vienne tels que le Cabaret Fledermaus ou la Volksgarten Clubdiskothek.
Après un nouveau changement d'opérateur en février 2006 et après l'achèvement des gros travaux de rénovation, l'U4 rouvre le 10 mars 2006. Les nouveaux organisateurs convainquent Conny de Beauclair de retravailler et a les fonctions de "Headsecurity & Host" et de photographe maison. La soirée étudiante Tuesday Club est le seul événement d'avant la fermeture à revenir à l'U4. À partir d'octobre 2006, des tentatives sont également faites pour faire de Heaven Gay Night une édition spéciale mensuelle de l'événement du samedi BEHAVE! sous le nom BEHAVE! in HEAVEN, mais cette coopération prend fin en février 2007 après seulement cinq soirées.

## Source de la traduction
- (de) Cet article est partiellement ou en totalité issu de l’article de Wikipédia en allemand intitulé « U4 (Club) » (voir la liste des auteurs).